# U.S. Route 1
U.S. Route 1 (US 1) is de historisch belangrijke noord-zuid U.S. Highway die de oostkust van de Verenigde Staten bedient. De weg heeft een lengte van 3.825 km en loopt van Key West in Florida naar Fort Kent in Maine bij de Canadese grens. De autosnelweg Interstate 95 heeft de lange afstandsfunctie van US 1 overgenomen. In Florida begint de weg formeel bij het Monroe County courthouse op de kruising van de Whitehead Street en de Fleming Street.

## Steden langs de U.S. Route 1
De U.S. Route 1 verbindt de meeste grote steden aan de oostkust, waaronder Miami, Jacksonville, Augusta, Columbia, Raleigh, Richmond, Washington D.C., Baltimore, Philadelphia, Newark, New York, New Haven, Providence, Boston en Portland.
1 ·
2 ·
3 ·
4 ·
5 ·
6 ·
7 ·
8 ·
9 ·
10 ·
11 ·
12 ·
13 ·
14 ·
15 ·
16 ·
17 ·
18 ·
19 ·
20 ·
21 ·
22 ·
23 ·
24 ·
25 ·
26 ·
27 ·
28 ·
29 ·
30 ·
31 ·
32 ·
33 ·
34 ·
35 ·
36 ·
37 ·
38 ·
39 ·
40 ·
41 ·
42 ·
43 ·
44 ·
45 ·
46 ·
48 ·
49 ·
50 ·
51 ·
52 ·
53 ·
54 ·
55 ·
56 ·
57 ·
58 ·
59 ·
60 ·
61 ·
62 ·
63 ·
64 ·
65 ·
66 ·
67 ·
68 ·
69 ·
70 ·
71 ·
72 ·
73 ·
74 ·
75 ·
76 ·
77 ·
78 ·
79 ·
80 ·
81 ·
82 ·
83 ·
84 ·
85 ·
87 ·
89 ·
90 ·
91 ·
92 ·
93 ·
94 ·
95 ·
96 ·
97 ·
98 ·
99 ·
101 ·
131 ·
163 ·
199 ·
340 ·
400 ·
412 ·
425